# Ximengite
La ximengite è un minerale.